# Стобенський Іван
Іва́н Стобе́нський — жовківський сницар XVIII століття.
Син Ігнатія Стобенського. Разом із батьком виконав іконостаси для церков у Жовкві, Крехові і Краснопущі.
У 1740-х роках переїхав до Києва і там (зі своїм дядьком Степаном Стобенським) у 1746–1748 роках виконав скульптурно-декоративне оздоблення дзвіниці Софійського собору.